# ジョン・ウィラード
ジョン・ウィラード(John Willard、1672年以前 - 1692年8月19日)はセイラム魔女裁判犠牲者の一人。1692年8月19日、セイラムGallows Hillで絞首刑となった。告発時、村の巡査を務めており、裁判に関わっていた。しかし、すぐに、告発の真実性を疑い始め、1692年5月、それ以上の逮捕を拒否した。報復として、アン・パットナム・ジュニアらはジョンを魔術使用者、13人を殺害したとして告発した。

## 事件の経過 (1692)
- 5月10日 — 逮捕令状が発行され、逃亡するも逮捕。
- 5月18日 — ジョン・ウィラードによる審査。
- 6月3日 — 大陪審が正式に魔術使用容疑による起訴を承認。
- 8月5日 — 有罪として死刑宣告。
- 8月19日— 絞首刑執行。[3]

## 関連文献
Upham, Charles (1980). Salem Witchcraft. New York: Frederick Ungar Publishing Co., 2 vv., v.2 pp. 172–9, 321, 480.